# 조반니 모체니고

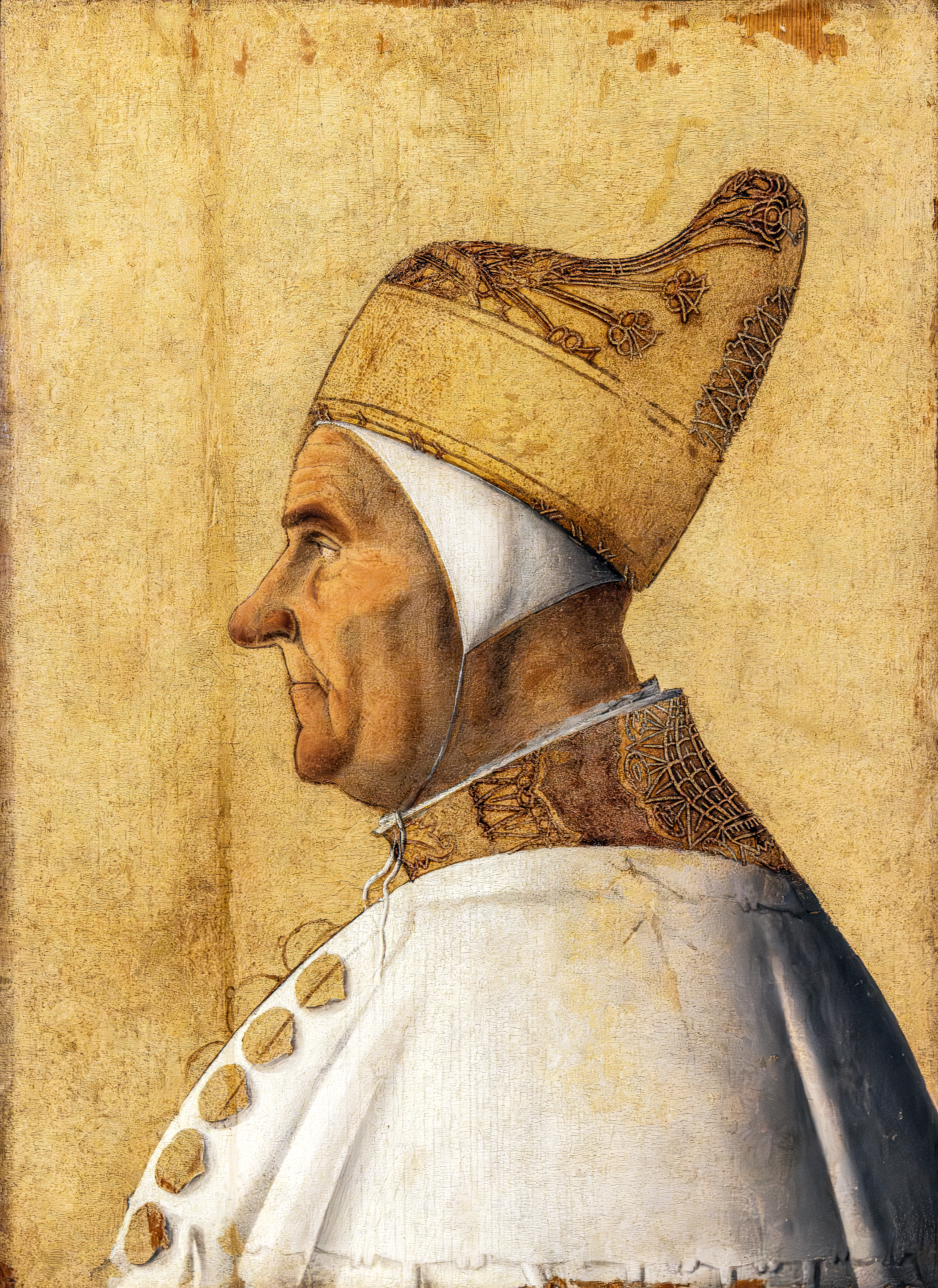
젠틸레 벨리니가 그린 조반니 모체니고의 초상화

조반니 모체니고(Giovanni Mocenigo, 1409년 – 1485년 9월 14일)는 피에트로 모체니고의 형제로, 1478년부터 1485년까지의 베네치아 공화국의 도제이다. 그는 오스만 제국의 술탄 메흐메트 2세와 바다에서, 페라라의 공작 에르콜레 1세 데스테를 상대로 지상에서 싸웠고, 후자를 상대로 로비고와 폴레시네를 탈환해냈다. 그는 도제들의 전통적인 장례가 치러지는 산티 조반니 에 파올로 성당에 묻혔다. 그의 부인은 타데아 미키엘(Taddea Michiel, 1479년 사망)이며, 그녀 이후로 거의 100년 뒤인 1557년에 질리아 단돌로 이전까지의 마지막 도제 부인이다.

## 대중 문화에서
- 비디오 게임 어쌔신 크리드 II에서 조반니 모체니고는 가상의 인물인 10인 위원회의 위원이자 위원장인 카를로 그리말디에게 독살당하는데, 이는 도제가 되기 위한 마르코 바르바리고가 의도한 것이였다. 하지만 이는 조반니 모체니고가 독살당한 그의 실제 사건을 추측한 것을 바탕으로 한 것이다.

## 같이 보기
- 모체니고 가